# Роспечать (компания)
«Роспеча́ть» — российская компания, специализирующаяся на распространении периодических изданий и сопутствующих товаров. Была создана в 1994 году в результате акционирования советского подписного и рознично-торгового агентства-монополиста «Союзпечать».
В 2002 году компанию у трудового коллектива приобрёл подконтрольный в то время Олегу Дерипаске и Роману Абрамовичу холдинг «Базовый элемент», сумма сделки оценивалась на уровне 27—35 млн долларов, руководителем агентства была назначена бывший заместитель гендиректора ГАЗа Светлана Соколова. В середине 2000-х годов «Базовый элемент» включал «Роспечать» в число активов, входящих в дивизион «Сетевой бизнес».
30 июня 2015 года «Базовый элемент» перестал быть контролирующим акционером, а основным владельцем «Роспечати» стал Павел Езубов — двоюродный брат Олега Дерипаски и сын депутата Госдумы Алексея Езубова, ставший бенефициаром кипрского офшора, обладающего более 80 % акций фирмы.
По состоянию на середину 2010-х годов «Роспечать» насчитывала порядка 4 тыс. торговых точек в 19 регионах России, также фирма вела подписной каталог и организовывала традиционную форму подписки на периодические издания через «Почту России».